# Аварії та теракти в московському метрополітені

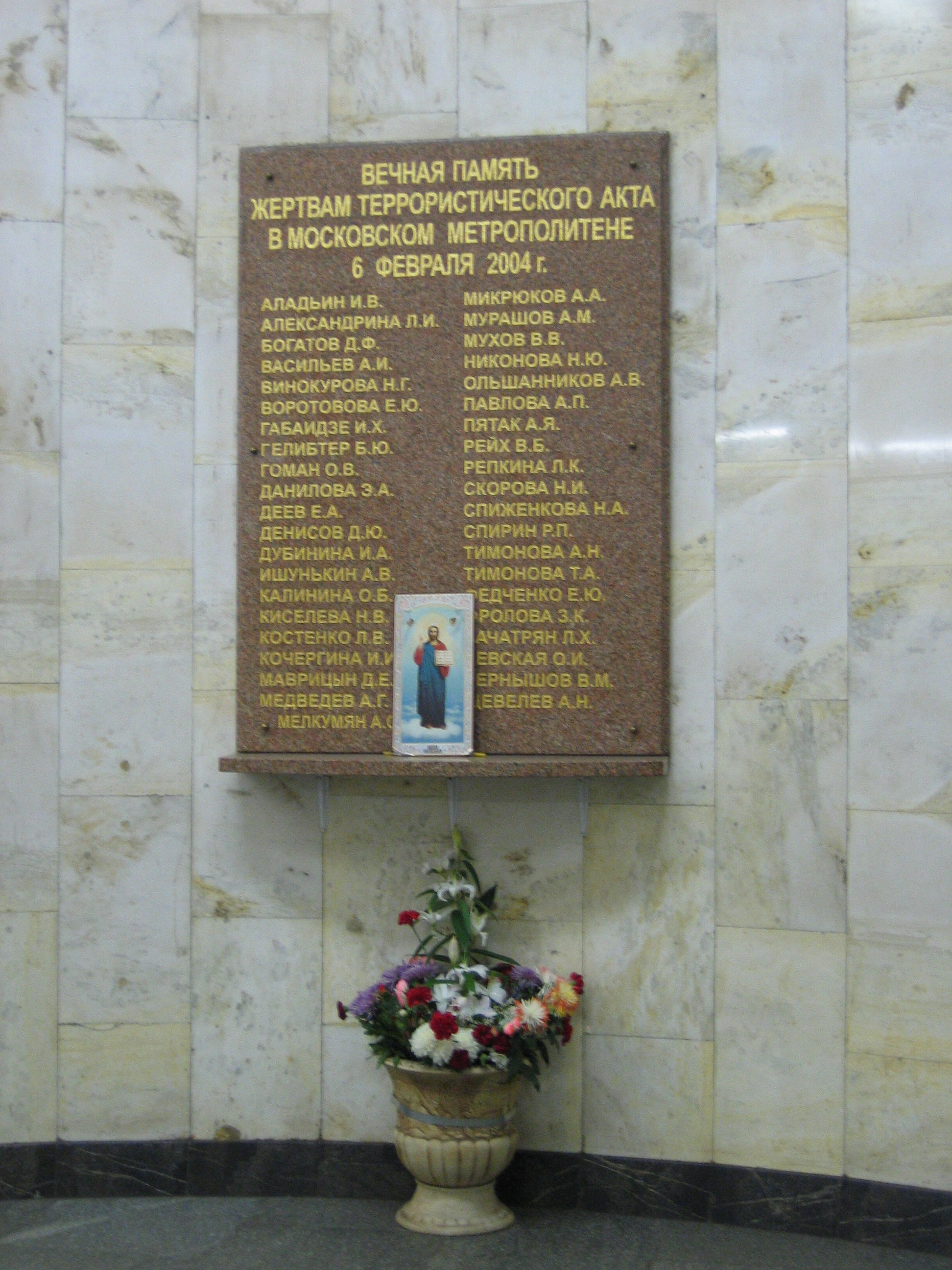
Меморіальна дошка жертвам теракту на станції «Автозаводська».

На думку Дмитра Гаєва, керівника московського метрополітену з 1995 по 2011 рік, московський метрополітен є однією з найнадійніших систем метро світу, проте в його історії теж траплялися трагічні дні.

## Радянський період

### Вибух на станції «Площа Революції»
20 жовтня 1974 року на станції «Площа Революції» прогримів вибух. Постраждалих не було. За спогадами диспетчера Арбатсько-Покровської лінії мала місце аварія при проведенні зварювальних робіт.

### Перший теракт
Перший теракт в історії Московського метрополітену стався 8 січня 1977 року. Тоді в Москві майже одночасно сталися три вибухи. Цей інцидент стався в 17:33 за московським часом: у поїзді метро між станціями «Ізмайлівська» і «Першотравнева» прогримів вибух, в результаті чого сім осіб загинуло і ще тридцять сім отримали поранення різного ступеня тяжкості. Пошкоджений склад був відбуксований на найближчу станцію «Першотравнева», яка була закрита для пасажирів, і потяги на ній не зупинялися. Нещодавно в Москві відбулися ще два вибухи: один — в гастрономі на вулиці Дзержинського (нині супермаркет «Сьомий континент» на Великій Луб'янці), другий на вулиці 25 Жовтня (сучасна назва — Никольская).
Інформація про теракти з'явилася лише через два дні і була неточною, це призвело до безлічі чуток і домислів. Через три місяці за звинуваченням в організації вибухів були заарештовані Затикян (організатор вибуху), Степанян і Багдасарян (безпосередні виконавці). Суд над ними був таємним, про його дату і місце не були сповіщені навіть найближчі родичі обвинувачених (яких викликали до Москви і повідомили про вже винесеному вироку — розстріл). В офіційному повідомленні після суду не були опубліковані деталі (місце і час суду, прізвища двох із трьох обвинувачених). Затикян свою провину заперечував. Степанян частково визнав свою провину, але заперечував участь Затикяна. Багдасарян визнав свою вину. На думку деяких радянських правозахисників, проведення суду в таємному режимі і безпрецедентна для 1970-х років поспіх з приведення смертного вироку у виконання (через 3 дні після рішення суду) пов'язана з повною фальсифікацією справи органами КДБ. Станом на серпень 2007 року матеріали кримінальної справи про вибух у метро в 1977 залишаються секретними.

### Сходження з рейок потягу на перегоні «Автозаводська» — «Коломенська» (1979 рік)
На Горьковсько-Замоскворецької лінії 15 квітня 1979 року сталася аварія потягу на перегоні між станціями «Автозаводська» і «Коломенська», в тунелі перед виходом на метроміст. Через порушення верхнього габариту положення порогу спецспоруди над рівнем головок ходових рейок вагон зачепив своїм редуктором конструкцію шляху. П'ять вагонів зійшли з рейок і вагонеток - кузова впали на шлях. Наслідки аварії усували майже добу. Жертв не було, але багато пасажирів отримали забої. Цей випадок змусив метрополітен розробити спеціальний пристрій для контролю габариту вагона по нижній кромці (точці) корпусу редуктора (УКГ). Цими пристроями обладнали всі лінії. Причини аварії розглядала спеціальна науково-технічна комісія. Вона встановила, що при розробці габариту вагона типу «Е» (нижніх його точок) не були враховані всі особливості конструкції цього типу вагонів, особливо зменшення діаметра коліс і висоти буксового штиря.
Аварія на станції «Автозаводська» прискорила оснащення ПВС депо німецьким спецавтомобілем «УНИМОГ», а також переобладнання техкабинета з пультом для аварійних ігор локомотивних бригад. Все обладнання вагону типу «Е» було чинним і працюють у штатному режимі.

### Пожежа на перегоні «Третьяковська» — «Жовтнева» (1981 рік)
12 червня 1981 року на перегоні Третьяковська — Жовтнева виникла пожежа в дерев'яному ящику з акумуляторними батареями під вагоном. Згоріли чотири вагони. Постраждали кілька пожежних, отруївшись продуктами горіння. Жертв не було. За іншими даними, загинули щонайменше 7 осіб.

### Аварія ескалаторів на «Авіамоторна» (1982 рік)
Другий за рахунком інцидент з людськими жертвами в Московському метро стався 17 лютого 1982 року на станції «Авіамоторна» в результаті поломки ескалатора, викликаної конструктивними недоробками і неправильним обслуговуванням.
Приблизно в 16:30 через збільшення пасажиропотоку ескалатор № 4 був включений на спуск. Близько 17 годин сходове полотно ескалатора несподівано стало прискорюватися і всього за кілька секунд розвинув швидкість, у 2 — 2,4 рази перевищує номінальну. Люди, що знаходяться на ескалаторі, не могли втриматися на ногах і падали, скочуючись вниз і загороджуючи собою вихід з нижньої площадки. Деякі, рятуючись від падіння, вистрибували на балюстради ескалатора. Менш ніж за дві хвилини майже всі пасажири ескалатора — близько 100 осіб — скотилися вниз. О 17:10 вхід на станцію був обмежений, 17:35 перекритий, 17:45 станція «Авіамоторна» була повністю закрита — поїзди пройшли її без зупинки.

Московські власті воліли приховати масштаби події, в ЗМІ не було практично ніякої інформації про аварію. В результаті місто виявився наповнений чутками. Зокрема, широко поширилася версія про те, що основне число загиблих — це пасажири, що провалилися «під ескалатори» і затягнуті в механізми.

У 1982 році влітку на Авіамоторна в годину пік порвалася ланцюг ескалатора, люди падали в моторний приямок в приводні шестерні. Мені про це на наступний день розповів рецензент мого дипломного проекту, який потрапив на станцію 10 хвилин і бачив кров і людей з відрізаними ногами... За тодішньою радянською традицією про цю історію не писали, а зараз там немає ніяких меморіальних дощок... Не знаю, може, це міська легенда?

Пластикова обшивка балюстради дійсно була нездатна витримати вагу "стрибунів" на неї людей, і люди дійсно провалювалися крізь неї, однак жодних механізмів під балюстрадою немає — люди лише отримували травми від падіння на бетонну основу ескалаторного тунелю з двометрової висоти. Багато померли в результаті тисняви на нижній площадці ескалатора.
Точна кількість жертв — 8 загиблих і 30 поранених — було оголошено лише 9 місяців, на засіданні Верховного Суду РРФСР.
В результаті розслідування з'ясувалося, що в грудні 1981 року на чотирьох ескалаторів станції «Авіамоторна» були встановлені робочі гальма нової системи, що вимагають налаштування за новою спеціально розробленою інструкцією. Проте майстер з експлуатації ескалаторів станції В. П. Загвоздкін продовжував налаштовувати гальма за старою звичною схемою, нехтуючи новою інструкцією. Таким чином, протягом трьох місяців з моменту встановлення гальмівних систем за день катастрофи, всі чотири ескалатора станції експлуатувалися в аварійному режимі.
Безпосередньою причиною аварії став злам ступеня № 96. Пошкоджена щабель при проходженні нижньої площадки ескалатора викликала руйнування гребінки, спрацював захист і відключився електродвигун. Електромагнітне робоче гальмо, що включилося, змогло розвинути необхідний гальмівний момент набагато пізніше встановленого значення — гальмівний шлях склав більше 11 метро. Механічне ж аварійне гальмо не спрацювало, так як швидкість полотна не досяло порогового значення, а електричної схеми контролю стану робочого гальма в ескалаторах цієї серії просто не було.
Трагічний досвід був врахований. З 12 по 28 травня 1982 року станція «Авіамоторна» була закрита на ремонт і модифікування ескалаторів. Надалі, терміново, але без закриття станцій, були модифіковані всі ескалатори серії ЕТ на інших станціях метрополітену — вироблено посилення ступенів, модернізація гальм, товщина листів облицювання балюстрад була збільшена з 3 до 8-10 мм.

### Пожежа у поїзді на станції «Павелецька»
20 квітня 1987 року близько восьмої години вечора у хвостовому вагоні поїзда, що прямував у бік центру по перегону між станціями «Автозаводська» і «Павелецька», сталася пожежа.
Причиною загоряння стало коротке замикання в силовій електричної схемою вагона.
Сильно обгоріли кілька хвостових вагонів поїзда. На станції сильно постраждала облицювання південної частини, побудованої в 1943 році. Потрібна була значна реконструкція, тож тепер найдавніша частина станції виглядає більш сучасною, ніж основна колонна частина, відкрита при реконструкції 1953 року.
Після цього випадку почалася розробка автоматичної системи пожежогасіння для вагонів Московського метрополітену. До 1994 року корінна протипожежна модернізація рухомого складу метрополітену з установкою системи автоматичного пожежогасіння «Ігла» була повністю завершена.

## Після 1991 року

### Пожежа наСерпуховско-Тимірязєвськоїлінії (1994 рік)
17 січня 1994 року при виході на лінію поїзда з електродепо «Владикіно» загорівся останній вагон. Склад зупинився в рампі. У відповідності з діючими тоді інструкціями більшу частину складу залишили стояти в тунелі, а два вагони — на паркових коліях електродепо, хоча була технічна можливість вивести складу з тунелю і забезпечити сприятливі умови для його гасіння. Ліквідація пожежі в тунелі була надзвичайно складною. Деякі пожежники постраждали через сильний вплив високих температур і токсичні продукти горіння, згоріли чотири вагони.

### Серія аварій наСерпуховско-Тимірязєвськоїлінії в 1994 році
Протягом чотирнадцяти з половиною годин на різних перегонах лінії сталося три аварії. 20 осіб отримали каліцтва, 9 з них були госпіталізовані.
Перша аварія сталася у середу 30 березня 1994 року в 18:48 на перегоні «Нагорна» — «Нахімовський проспект». Склад рухався з центру, наздогнав попереду йде поїзд, який гальмував перед прибуттям на станцію, і врізався в нього. 31 березня під час маневрів, в 5:30, один зі складів пропускався не по тому шляху. Результат — нове зіткнення. Три вагони зійшли з рейок і загородили тунель, їх довелося розрізати автогеном. А в 9:14, коли метропоїзд прибув на станцію «Петровсько-Разумовська», але ще не встиг відкрити двері, в нього врізався склад, що йшов слідом. Останній вагон зійшов з рейок, почалося задимлення. Серед пасажирів почалася паніка, виникла тиснява. Серйозно постраждали три пасажири і машиніст другого поїзда — його госпіталізували з черепно-мозковою травмою.

### Поїзд пробив стіну депо «Владикіно»
У 1996 році машиніст Корнілов з депо Владикіно заснув під час керування поїздом. Некерований поїзд пробив стіну депо і виїхав на вулицю, головний вагон опинився на вулиці  [Архівовано 10 листопада 2013 у Wayback Machine.]. При розгляді ПП намагалися звинуватити машиніста в тому, що він був п'яний. Однак причиною інциденту було те, що один машиніст виконує роботу за кількох людей, і графік роботи, при якому машиністи не в змозі висипатись.

### Теракт 1996 року
Другий теракт в історії московського метро стався ввечері 11 червня 1996 року. У поїзді між станціями «Тульська» і «Нагатинська» вибухнув саморобний вибуховий пристрій, чотири людини загинули, чотирнадцять отримали різні поранення. Від вибуху один вагон був зруйнований, інші пошкоджені. Пасажирам довелося пішки добиратися до найближчої станції. Вибуховий пристрій фугасного типу, еквівалентний за потужністю одному кілограму тротилу, було закладено під сидіння вагона, де знаходилося технічне обладнання складу.
7 грудня 1997 року були затримані двоє підозрюваних у скоєнні теракту, імена яких не розголошувалися. За даними, які наводить «Експрес-Газета», відповідальність на себе взяли чеченські терористи, однак інші джерела не підтверджують ці відомості. Найвідоміші з польових командирів чеченських сепаратистів того часу — Шаміль Басаєв і Салман Радуєв — не робили заяв, що мають відношення до цього теракту. Станом на 2001 рік кримінальну справу не було розкрито.

### Теракт 1 січня 1998 року
1 січня 1998 року стався вибух у вестибюлі станції «Третьяковська». Поранені три людини. Потужність безоболонкового вибухового пристрою становила 150 грамів тротилу. Змінний машиніст метропоезда, переходячи по пішохідному містку з одного складу на інший на «Третьяковській», виявив біля воріт, якими на ніч закривається вхід на станцію, невелику сумочку, схожу на візитницю або косметичку. Відкривши її, машиніст побачив батарейки і дроти. Він негайно відніс знахідку чергової по перону, після чого сів у склад і поїхав за маршрутом. Чергова, поклавши сумочку на металевий ящик з вогнегасником на дальній частині перону, яка відгороджена від пасажирського залу, подзвонила в міліцію. У цей момент пролунав вибух. В результаті вибуху були розбиті скла кабінки чергової, сама працівниця метрополітену поранена осколками, а знаходилися поруч дві прибиральниці станції отримали легкі травми і нервовий шок.

### Вибух у 2000 році
8 серпня 2000 року о 17:55 в підземному переході на Пушкінській площі спрацював вибуховий пристрій. Загинули 13 осіб, 61 отримали поранення.

### Розмиви на перегоні «Царицино» — «Кантемировская»
Перегін між станціями «Царицино» (до 1990 року «Леніно») і «Кантемировская» є проблемним з самого моменту введення в експлуатацію.
Новий ділянка Замоскворецької лінії «Каширськая» — «Орехово» було відкрито 30 грудня 1984 року, але вже наступного дня його знову довелося закрити через порушення гідроізоляції тунелю на перегоні «Леніно» — «Кантемировская» та затоплення колії. Відновлювальні роботи тривали більше місяця — до 9 лютого 1985 року. Були проведені роботи по посиленню гідроізоляції та хімічному закріпленню сильно обводнених ґрунтів.
У січні 2001 року під впливом зовнішнього тиску води і ґрунтів конструкції тунелю виявилися пошкоджені, після чого роботи з посилення тюбінгове оброблення та «заморожування» ґрунтів стали проводитися регулярно, в нічний час, без зупинки руху поїздів. Швидкість руху на перегоні була обмежена до 35 км/год.
Незважаючи на вжиті заходи, з 1 квітня 2001 року проблема ґрунтових вод значно загострилася — для проведення аварійних заходів роботу ділянки «Каширськая» — «Червоногвардійська» припиняли на годину раніше. 10 квітня 2001 стався сильний викид пливуна, в результаті чого з 9 до 11 години ранку рух по 1-му шляху ділянки «Орехово» — «Каширськая» було повністю зупинено — потяги працювали по човникової схемою по 2-му шляху. З 11 години рух було відновлено з обмеженням швидкості, о 15 годині знову переривалося на півгодини, з 15.30 — відновлено остаточно з обмеженням швидкості до 25 км/ч.
З середини 2003 року на перегоні проводилося постійне водопридушення з використанням акрилових і поліуретанових матеріалів. В ніч з 14 на 15 листопада 2003 року, під час буріння свердловини з тунелю для закачування водоподавляющих матеріалів у ґрунт, стався викид пливуна, а при його придушенні — інтенсивний винос піску через дефекти залізобетонної оброблення тунелю. В результаті аварійно-відновлювальних робіт до 5.30 пливун був заглушений, і робота Замоскворецької лінії почалася за графіком.
Однак вплив проходять поїздів призвело до відкриття нових точок надходження пливуна в тунель, і в 6.40 15 листопада 2003 року рух на ділянці «Царицино» — «Кантемировская» було повністю зупинено. На час відновлювальних робіт, силами Мосміськтрансу і Московської залізниці були організовані компенсуючі маршрути наземного транспорту. Аварійні роботи були в основному закінчені до 23.30 того ж дня, була проведена обкатка ділянки поїздами без пасажирів. Пасажирський рух на ділянці було відкрито з ранку 16 листопада.
У наступні роки на ділянці проводиться заміна несучої оброблення тунелю і постійні роботи з водопониження і нагнітанню зв'язуючих розчинів в ґрунт.
На перегоні «Царицино» — «Кантемировская» до весни 2014 р. було постійно включено тунельне освітлення і діяло обмеження швидкості до 25 км/ч.

### Вибух на станції «Білоруська»
Вибух на станції «Білоруська» трапився 5 лютого 2001 року о 18:45 за московським часом. Бомба була закладена під мармурову лаву, розташовану на платформі..

### Теракт 2004 року
6 лютого 2004 року в московському метро стався ще один теракт приблизно о 8:30 за московським часом. Вибух прогримів в поїзді на перегоні між станціями «Автозаводська» і «Павелецька». Вибуховий пристрій потужністю 4 кілограми в тротиловому еквіваленті привів у дію терорист-смертник. В результаті вибуху загинув 41 чоловік (не рахуючи самого терориста) і понад 250 отримали поранення.

### Вибух на виході станції «Ризька»
31 серпня 2004 року р. о 20:50 за московським часом смертниця здійснила теракт біля вестибюля станції «Ризька». Загинуло 9 чоловік, включаючи саму терористку і її спільника Миколи Кипкеева, близько 50 осіб отримали поранення різного ступеня тяжкості. Микола Кіпкеєв, випадково загиблий спільник терористки, був двічі судимим главою «карачаївського джамаата». За даними слідства, він був причетний і до вибухів автобусних зупинок в лютому і липні 2004 року у Воронежі. Справи про вибухи на «Ризькій», на перегоні «Автозаводська» та «Павелецька» і у Воронежі пізніше були об'єднані в одне, троє спільників терористів були засуджені.

### Зіткнення поїздів в 2004 році
Рано вранці 29 листопада 2004 року на станції «Чертановская» сталося зіткнення двох складів без пасажирів. Люди не постраждали, але були пошкоджені автозчеплення й інші пристрої у багатьох вагонів, чотири вагони були відправлені на ремонт. Причина аварії полягала в неналаженности нового обладнання СЦБ на перегоні перед станцією.

### Аварія енергомережі 25 травня 2005 року
Московський метрополітен зіткнувся з наймасштабнішим збоєм в роботі за всю свою історію. 25 травня в 11:10 почалося масове відключення живильних центрів «Мосенерго», що подають напругу у тому числі і на лінії Метрополітену. В результаті роботи були виключені 52 із 170 станцій Московського метро.
За іншими даними, відключення енергопостачання призвело до зупинки поїздів на Замоскворецькій, Таганско-Краснопресненській, Калузько-Ризькій, Серпуховско-Тимірязєвської, Бутовской, Люблінської, Калінінської і Каховської лініях. За цими даними, у тунелях на різних лініях зупинилося 43 поїзди, у яких перебувало близько 20 тис. чоловік.
Паніки вдалося уникнути, евакуація пасажирів почалася вже через 20-35 хвилин після аварії. Склади, які перебували під ухилом, повернулися на станції, але більшість пасажирів все ж довелося евакуювати пішки. Повна евакуація затягнулася майже на дві години. Зупинилися ескалатори.
На пересадочних станціях також частина потягів були повернуті. Наприклад, на «Китай-Місто» працювало лише по одному ескалатору, вестибюль на Маросейку на вихід, на Солянку — на вхід. Світло на нахилах був відсутній. Після нормалізації ситуації на сусідніх станціях, вона була закрита на вхід і вихід до кінця дня.
- Знеструмлені станції(доступ за посиланням заблокований в Росії)Шаблон:Ссылка заблокирована Роскомнадзором — фотографії очевидців.

### Руйнування тунелів мілкого закладання в результаті несанкціонованого забивання паль
Починаючи з 2000-х років в історії Московського метрополітену траплялися інциденти, пов'язані з несанкціонованим забиванням паль під різні конструкції в зоні пролягання тунелів мілкого закладення метрополітену.
- Перший такий інцидент стався в неділю 19 березня 2006 року в 14:37[26]. Поїзд відійшов від станції «Войковська» в напрямку станції «Сокіл», зіткнувся з бетонною палею, яка провалилася в тунель прямо перед наближається складом. Машиніст Андрій Ульянов помітив проваливающуюся через склепіння тунелю палю і застосував екстрене гальмування, проте уникнути зіткнення не вдалося — головний вагон налетів на палю і був сильно пошкоджений. Палею пошкодило дах вагона, після чого на передні вагони впали шматки бетонної облицювання тунелю і ще дві палі. Лише завдяки щасливому випадку ніхто не постраждав — у недільний день вагони були практично порожні.

Як виявилося, над тунелем проводилася забивання паль під великий рекламний стенд. Після того, як одна з паль провалилася під землю, робочі відігнали техніку від місця проведення робіт. За заявою керівництва метрополітену, жодних звернень від цієї або іншої організації за дозволом проводити роботи над метротоннелем в даному місці не надходило. Однак проводила роботу фірма подала всі необхідні документи, видані власником земельної ділянки. З'ясувалося, що за режиму секретності на планах навіть не вказувалося, що під цією ділянкою на невеликій глибині проходить лінія метрополітену.
В результаті аварії частина Замоскворецької лінії метро від станції «Сокіл» до «Річкового вокзалу» була закрита, для забезпечення перевезення пасажирів на лінію від метро «Річковий вокзал» до «Сокола» вийшли додатково 89 автобусів та 16 тролейбусів. У денний час також була скасована оплата проїзду на маршрутах, які прямують через метро «Сокіл» по Ленінградському проспекту.
Машиніст потрапив в аварію складу, 25-річний Андрій Ульянов за самовідданість і високий професіоналізм, проявлені при виконанні службового обов'язку, указом Президента Російської Федерації був нагороджений медаллю ордена «За заслуги перед Вітчизною» II ступеня. Фахівці, які розслідували випадок аварії, прийшли до висновку, що реакція машиніста допомогла уникнути людських жертв — Ульянов своєчасно помітив падаючу палю і організував евакуацію пасажирів.
- Ще один випадок стався 8 липня 2008 року. Через бурові роботи було пошкоджено шахта метрополітену на Серпуховско-Тимірязєвської лінії між станціями «Південна» і «Чертановская». Робітники випадково пробили шахту метро, після чого в отвір стала надходити вода, але на русі поїздів це не позначилося[30].
- 21 січня 2014 року о 15:37 бетонна паля пробила тунель Замоскворецькій лінії на перегоні між станціями «Автозаводська» і «Коломенська». Картина події була аналогічна аварії, що сталася на тій же лінії 19 березня 2006. На станції Кожухово Малого кільця Московської залізниці при проведенні робіт підрядною організацією ВАТ «Трансэлектромонтаж» по встановленню фундаменту для опори контактної мережі сталося пошкодження тунелю Московського метрополітену. В цей раз зіткнення з поїздами не сталося, постраждалих не було[31]. Через аварію рух поїздів на південній частині Замоскворецької лінії від станції «Автозаводська» до станції «Орехово» було перекрито, на лінію вийшли 80 автобусів. Рух було відновлено до 20:00[32].

### Схід з рейок поїзда між станціями «Владикіно» і «Відрадне»
У середу, 25 червня 2008 року, о 16:59 мск, отъехавший від станції «Владикіно» поїзд почав набирати швидкість. На відстані 800 м від станції «Владикіно» через відкол головки рейки останні 4 вагони поїзда зійшли з рейок. Було знято напругу з лінії, і близько 800 чоловік було евакуйовано із тунелів. З них 8 звернулися за медичною допомогою, 1 жінка була госпіталізована з гіпертонічним кризом. Загиблих немає. Як зазначили лікарі, всі звернення були пов'язані не з самим надзвичайною подією, а із загостренням хронічних захворювань — ймовірно, через стрес від несподіваної ситуації. Рух на лінії повністю відновлено до ранку 26 червня. На час ліквідації наслідків від Савеловського вокзалу до м. «Тимірязєвська» курсувало близько 200 автобусів. На дорогах з центру в бік Алтуфьево утворилися затори.

### Теракти 29 березня 2010 року
29 березня 2010 року в 7:56 за московським часом стався вибух на станції метро «Луб'янка». Здетонував вибуховий пристрій у другому вагоні.
Другий вибух стався на станції метро «Парк культури» у 08:39, у третьому вагоні поїзда, що прямував у бік станції «Бульвар Рокоссовського». Загинуло 13 осіб і ще 12 було поранено. За попередніми даними, вибухи здійснили терористки-смертниці, що приїхали в Москву на міжміському автобусі; потужність зарядів становила 1,5 і 3 кг відповідно в тротиловому еквіваленті.
В результаті терористичної атаки загальне число жертв становило 41 чоловік, поранених — 88 осіб, 73 людини були госпіталізовані з травмами різного ступеня тяжкості.
Через кілька днів після теракту Федеральний оперативний штаб Національного антитерористичного комітету повідомив, що смертницею, яка привела в дію вибуховий пристрій на станції «Парк культури», була Дженнет Абдурахманова (Абдулаєва) 1992 року народження. За оперативними зведеннями вона проходила як дружина лідера бандитського підпілля Умалата Магомедова на прізвисько Аль-Бара, знищеного 31 грудня 2009 р. в Хасав'юрті. 6 квітня 2010 це ж джерело назвав ім'я і другий терористки-смертниці, яка здійснила вибух на станції метро «Луб'янка», — Маріам Шаріпова, яка, за наявним даними, була дружиною чинного бандглаваря Магомедалі Вагабова.

### Падіння дерева між станціями «Ізмайлівська» і «Першотравнева»
4 червня 2010 року о 20:27 за московським часом в результаті сильної бурі на відкритому перегоні між станціями «Ізмайлівська» і «Першотравнева» впало дерево, в результаті чого на деякий час було зупинено руху потягів на даній ділянці. Як повідомили в столичному МНС, стовбур довелося пиляти, щоб прибрати його з дороги. Пасажирів, зрештою, випустили і почали розвозити автобусами Мосміськтрансу. Ніхто не постраждав. В 21:47 рух було відновлено.

### Пожежа між станціями «Орехово» і «Царицино»
26 жовтня 2011 року в 10:29 за московським часом в тунелі між станціями «Орехово» і «Царицино» сталася пожежа. В 11:27 загоряння ліквідовано, постраждалих немає. Між станціями «Каширськая» і «Червоногвардійська» на цей час було призупинено рух.

### Аварія ескалатора на станції «Комсомольська» Кільцевій лінії
15 квітня 2012 року у вестибюлі станції «Комсомольська» різко зупинився ескалатор, у результаті постраждало 10 осіб, шість з них були госпіталізовані. Причиною збою стала відсутність зубчастої сполучної муфти, яку техніки забули встановити під час ремонту сусіднього у похилому ході ескалатора. У метрополітені була проведена кадрова перестановка: начальник ескалаторної служби Олександр Икенькин знижений на посади і призначений на посаду заступника начальника ескалаторної служби по реконструкції. Звільнені начальник відділу техконтролю і один з майстрів. Ще п'яти працівникам оголошено догану.

### Пожежа між станціями «Вихіно» і «Рязанський проспект»
5 травня 2013 року в 8:07 на Таганско-Краснопресненській лінії на перегоні між станціями «Вихіно» і «Рязанський проспект» сталося замикання і загоряння контактної рейки. Постраждали три людини, близько 300 були евакуйовані. Прокуратура Московського метрополітену організувала перевірку дотримання законодавства про транспортної безпеки. Заступнику начальника служби тунельних споруд метрополітену було оголошено догану.

### Загоряння в тунеляхСокольницької лінії
Пожежа в тунелі між станціями «Охотний Ряд» і «Бібліотека імені Леніна» стався в 8.17 ранку 5 червня 2013 року. Після короткого замикання загорівся силовий кабель. О 09:04 загорання було ліквідовано. З московського метро були евакуйовані до 5 тисяч пасажирів. Постраждали більше 80 чоловік, 27 з них були госпіталізовані. Центральний ділянку Сокольницької лінії був закритий до усунення наслідків НП. О 12:37 на Сокольницької лінії метрополітену в результаті короткого замикання рух поїздів зупинено від станції метро «Парк культури» до станції метро «Комсомольська». До 14:00 рух на Сокольницької лінії було повністю відновлено.

### Аварія наСерпуховско-Тимірязєвської лінії
11 червня 2013 року в 8.57 на перегоні між станціями метро «Серпуховская» і «Тульська» сталося аварійне відключення ділянки. В результаті було припинено рух поїздів від станції «Боровицкая» до «Нагірній». Два поїзди, в яких перебували близько 900 пасажирів, простояли в тунелі майже 50 хвилин. 14 осіб звернулися за медичною допомогою, дев'ять з них були госпіталізовані. Причиною НП став дефект нового вагона 2013 року складання. ВАТ «Метровагонмаш», з вини якого стався збій, виплатило метрополітену компенсацію в розмірі 6 млн крб.

### Катастрофа на перегоні між станціями «Парк Перемоги» і «Слов'янський бульвар»
Вранці 15 липня 2014 року, близько 08:39 стався схід з рейок складу, що слідував за Арбатсько-Покровської лінії від станції «Парк Перемоги» до станції «Слов'янський бульвар». Аварія сталася в камері з'їздів, за станцією Парк Перемоги (за два дні до цього в цій камері з'їздів була змонтована стрілка між Арбатсько-Покровської лінією і споруджуваним продовженням Калининско-Солнцевського лінії). Постраждало понад 200 людей, в тому числі 50 осіб перебувають у важкому стані. Загинуло 24 людини. Швидкість складу безпосередньо перед катастрофою досягала 70 км/год. Серед ранніх версій аварії називалося різке екстрене гальмування через помилкове спрацьовування сигналізації, потім — ушкодження вузла кріплення колісного візка з вагоном (внаслідок прихованого дефекту або з іншої причини), несправність вагона або просідання полотна. Найбільша аварія в історії московського метро.
16 липня були затримані двоє підозрюваних — старший дорожній майстер служби колії Валерій Башкатов і його помічник Юрій Гордов, що мали відношення до робіт з укладання стрілочного переводу. За даними слідчих, стрілочний механізм був зафіксований неналежним чином, що і призвело до катастрофи.
8 липня 2015 року Дорогоміловскій суд Москви почав розгляд справи за звинуваченням у катастрофі Трофімова, Башкатова, Гордова і Круглова. 8 листопада 2015 року суд виніс вирок, визнавши всіх винними і призначив покарання Гордова в 6 років колонії, Башкатову, Трофимову і Круглову — 5,5 років і стягнувши з обвинувачених загалом 15 млн рублів на користь потерпілих.

### Загоряння релейного шафи на станції «Нові Черемушки»
7 березня 2016 року приблизно о 14:00 сталася пожежа в північному вестибюлі станції «Нові Черемушки». За офіційними даними, причиною аварії стало загоряння релейного шафи, в результаті чого на південному радіусі Калузько-Ризької лінії відмовило сигнальне обладнання. Офіційно обмеження роботи були встановлені до 1:00 12 березня: на ділянці «Жовтнева» — «Теплий стан» було обмежено рух поїздів, а на ділянці «Теплий стан» — «Новоясеневска» заборонена посадка і висадка пасажирів у бік центру. Також з 7:00 до 10:30 і з 16:00 до 21:00 тимчасово закриті станції «Шаболовська» і «Академічна». Фактично обмеження були скасовані вранці 11 березня, крім станції «Нові Черемушки», на якій ремонт південного вестибюля продовжений до 5:30 14 березня. Оскільки Департамент транспорту та розвитку дорожньо-транспортної інфраструктури Москви наклав заборону на освітлення і розслідування ЗМІ можливих причин НП, про оперативні зміни обмежень повідомлялося через офіційні спільноти Дептранса і Московського метрополітену в соціальних мережах і сервісі Twitter.

### Загоряння на станції «Вихіно»
8 липня 2016 року в 5:22 в одному з адміністративних приміщень станції «Вихіно» сталася пожежа, через що на ділянці Таганско-Краснопресненській лінії було зупинено рух поїздів. В одному з адміністративних приміщень станції відбувалося горіння восьми погонних метрів кабелю високої напруги. Відомостей про постраждалих не надходило, загоряння було локалізовано о 6:07 та ліквідовано о 6:17. Рух поїздів по Таганско-Краснопресненській лінії здійснювалось від станції «Текстильники» до станції «Планерна» в обох напрямках. Компенсаційні автобуси «М» від станції «Котельникі» до станції «Текстильники» були організовані вже до відкриття станцій метро — до 5:30 ранку. В 8:21 було подано напругу на ділянці від станції «Вихіно» до станції «Текстильники», з 8:57 рух по всій Таганско-Краснопресненській лінії (від станції «Котельникі» до станції «Планерна») було відновлено і стало здійснюватися з збільшеними шестиминутными інтервалами. Компенсаційний маршрут автобуса «М» продовжував роботу до повного відновлення графіка руху поїздів. Рух на Таганско-Краснопресненській лінії було відновлено в повному обсязі до закінчення дня.

### Вибух газового балона у вестибюлі станції «Коломенська»
22 грудня 2016 року в 9:27 у вестибюлі станції «Коломенська» стався вибух газового балона, у зв'язку з чим постраждали 4 особи та 3 доставлені в лікарню.